# لويس عمر هرنانديز
لويس عمر هرنانديز (بالإسبانية: Luis Omar Hernández)‏ (8 نوفمبر 1985 في المكسيك - ) هو لاعب كرة قدم مكسيكي في مركز الدفاع. شارك مع منتخب المكسيك لكرة القدم. أما مع النوادي، فقد لعب مع نادي سان لويس ونادي نيكاكسا وLobos BUAP ‏ ونادي هيريديانو.

## وصلات خارجية
- لويس عمر هرنانديز على موقع قاعدة بيانات كرة القدم.إي يو (الإنجليزية)
- لويس عمر هرنانديز على موقع Soccerway.com (الإنجليزية)